# Loi de Landau
En théorie des probabilités et en statistique, la loi de Landau est une loi de probabilité à densité nommée d'après le physicien Lev Landau. Puisque la loi possède une longue traîne, les moments de la loi de Landau ne sont pas définis, en particulier la moyenne et la variance.
La loi de Landau est utilisée en physique pour décrire les fluctuations des pertes d'énergie de particules chargées traversant une fine couche de matière.

## Définition
La loi est définie par une intégrale complexe :
{\displaystyle p(x)={\frac {1}{2\pi {\rm {i}}}}\int _{c-{\rm {i}}\infty }^{c+{\rm {i}}\infty }\!{\rm {e}}^{s\log s+xs}\,{\rm {d}}s}
où {\displaystyle c} est un réel positif et log est le logarithme naturel. Pour une utilisation pratique, il est plus utile d'utiliser l'intégrale équivalente suivante  :
{\displaystyle p(x)={\frac {1}{\pi }}\int _{0}^{\infty }\!{\rm {e}}^{-t\log t-xt}\sin(\pi t)\,{\rm {d}}t.}
Cette loi est un cas spécial de la loi stable de paramètres {\displaystyle a=1} et {\displaystyle \beta =1}.
La fonction caractéristique est donnée par la formule :
{\displaystyle \varphi (x;\mu ,c)=\exp \!\left[\;{\rm {i}}t\mu -|c\,t|(1+{\tfrac {2{\rm {i}}}{\pi }}\log(|t|)\right]}
où {\displaystyle \mu } et c sont des réels appelés la dérive pour {\displaystyle \mu } et c l'échelle.

## Liens avec d'autres lois
- Si {\displaystyle X\sim {\textrm {Landau}}(\mu ,c)\,} alors {\displaystyle X+m\sim {\textrm {Landau}}(\mu +m,c)\,}.
- La loi de Landau est une loi stable.